# Eugenio María de Hostos (municipio)
Eugenio María de Hostos es un municipio de la República Dominicana, que está situado en la provincia de Duarte.

## Distritos municipales
Está formado por los distritos municipales de:
| Nombre                  | Código   |
| ----------------------- | -------- |
| Eugenio María de Hostos | 03060701 |
| Sabana Grande           | 03060702 |